# Вінфілд (Пенсільванія)
Вінфілд (англ. Winfield) — переписна місцевість (CDP) в США, в окрузі Юніон штату Пенсільванія. Населення — 905 осіб (2020).

## Географія
Вінфілд розташований за координатами 40°53′41″ пн. ш. 76°51′37″ зх. д. / 40.89472° пн. ш. 76.86028° зх. д. (40.894744, -76.860340).  За даними Бюро перепису населення США в 2010 році переписна місцевість мала площу 7,59 км², з яких 7,46 км² — суходіл та 0,12 км² — водойми.

## Демографія
Згідно з переписом 2010 року, у переписній місцевості мешкало 900 осіб у 367 домогосподарствах у складі 275 родин. Густота населення становила 119 осіб/км².  Було 412 помешкання (54/км²).
Расовий склад населення:
| - 97,8 % — білих - 0,8 % — азіатів - 0,3 % — чорних або афроамериканців - 0,1 % — корінних американців |

До двох чи більше рас належало 0,9 %. Частка іспаномовних становила 1,0 % від усіх жителів.
За віковим діапазоном населення розподілялося таким чином: 18,7 % — особи молодші 18 років, 63,6 % — особи у віці 18—64 років, 17,7 % — особи у віці 65 років та старші. Медіана віку мешканця становила 46,7 року. На 100 осіб жіночої статі у переписній місцевості припадало 104,1 чоловіків;  на 100 жінок у віці від 18 років та старших — 100,5 чоловіків також старших 18 років.
Середній дохід на одне домашнє господарство  становив 73 342 долари США (медіана — 65 000), а середній дохід на одну сім'ю — 82 629 доларів (медіана — 73 750). За межею бідності перебувало 4,2 % осіб, у тому числі 3,5 % дітей у віці до 18 років та 0,0 % осіб у віці 65 років та старших.
Цивільне працевлаштоване населення становило 359 осіб. Основні галузі зайнятості: освіта, охорона здоров'я та соціальна допомога — 37,0 %, виробництво — 8,9 %, роздрібна торгівля — 8,1 %, транспорт — 7,5 %.